# Andrea Andreozzi
Andrea Andreozzi (Macerata, 25 agosto 1968) è un vescovo cattolico italiano, dal 3 maggio 2023 vescovo di Fano-Fossombrone-Cagli-Pergola.

## Biografia
Originario di Montappone, è nato a Macerata il 25 agosto 1968.

### Formazione e ministero sacerdotale
Dopo aver frequentato il seminario arcivescovile di Fermo, il 26 ottobre 1996 è ordinato presbitero, nella cattedrale di Fermo, dall'arcivescovo Cleto Bellucci. Ha conseguito la licenza in scienze bibliche presso il Pontificio Istituto Biblico e successivamente il dottorato in teologia biblica presso la Pontificia Università Gregoriana di Roma.
È stato vicario parrocchiale di San Michele Arcangelo a Monte Urano (1996-2006). Dal 1996, docente all’Istituto Teologico Marchigiano e all’Istituto Superiore di Scienze Religiose SS. Alessandro e Filippo di Fermo. Dal 2006 al 2007 è stato vicerettore dell'Almo collegio Capranica; ha ricoperto il ruolo di docente di sacra scrittura – lingue bibliche presso l'istituto teologico marchigiano e dal 2020 è stato rettore del Pontificio seminario regionale umbro.

### Ministero episcopale
Il 3 maggio 2023 papa Francesco lo ha nominato vescovo di Fano-Fossombrone-Cagli-Pergola, accogliendo la rinuncia al governo pastorale presentata per raggiunti limiti di età dal suo predecessore Armando Trasarti. Il 18 giugno seguente ha ricevuto l'ordinazione episcopale, nella cattedrale di Fermo, dall'arcivescovo di Fermo Rocco Pennacchio, co-consacranti il suo predecessore Armando Trasarti e l'arcivescovo di Spoleto-Norcia Renato Boccardo. Il 9 luglio ha preso possesso della diocesi.

## Genealogia episcopale
La genealogia episcopale è:
- Cardinale Scipione Rebiba
- Cardinale Giulio Antonio Santori
- Cardinale Girolamo Bernerio, O.P.
- Arcivescovo Galeazzo Sanvitale
- Cardinale Ludovico Ludovisi
- Cardinale Luigi Caetani
- Cardinale Ulderico Carpegna
- Cardinale Paluzzo Paluzzi Altieri degli Albertoni
- Papa Benedetto XIII
- Papa Benedetto XIV
- Papa Clemente XIII
- Cardinale Bernardino Giraud
- Cardinale Alessandro Mattei
- Cardinale Pietro Francesco Galleffi
- Cardinale Giacomo Filippo Fransoni
- Cardinale Carlo Sacconi
- Cardinale Edward Henry Howard
- Cardinale Mariano Rampolla del Tindaro
- Cardinale Gennaro Granito Pignatelli di Belmonte
- Cardinale Pietro Boetto, S.I.
- Cardinale Giuseppe Siri
- Cardinale Giacomo Lercaro
- Vescovo Gilberto Baroni
- Cardinale Camillo Ruini
- Vescovo Antonio Staglianò
- Arcivescovo Antonio Giuseppe Caiazzo
- Arcivescovo Rocco Pennacchio
- Vescovo Andrea Andreozzi

## Opere
- Andrea Andreozzi, L'officina delle parabole. La comprensione dei discepoli come snodo pragmatico di Mt. 13, Cittadella, 2013, ISBN 978-8830813076.
- Andrea Andreozzi, Giulio Michelini, Giuseppe di Nazaret. Il sognatore in cammino, San Paolo Edizioni, 2021, ISBN 978-8892226500.